# Улица Академика Скрябина
У́лица Акаде́мика Скря́бина (название утверждено 19 апреля 1973 года) — улица в Юго-Восточном административном округе города Москвы на территории района Выхино-Жулебино, Рязанского района и района Кузьминки. Расположена между Рязанским проспектом и улицей Юных Ленинцев. Справа примыкают 1-я Новокузьминская улица, 4-я Новокузьминская улица и улица Фёдора Полетаева. Слева примыкают Ферганская улица и Сормовский проезд. По путепроводу улицу пересекает Волгоградский проспект. Нумерация домов начинается от Рязанского проспекта.

## Происхождение названия
Названа в честь К. И. Скрябина — российского и советского биолога, основателя отечественной гельминтологии. Был преподавателем и заведующим кафедры гельминтологии расположенного на этой улице Московского ветеринарного института (ныне Московская государственная академия ветеринарной медицины и биотехнологии — МВА имени К. И. Скрябина).
До 1973 года называлась Кузьминской улицей, название которой осталось лишь на участке от ул. Юных Ленинцев до Кузьминских прудов, которая в свою очередь до 50-х годов называлась Кузьминским шоссе, соединяющая Рязанское шоссе с усадьбой Кузьминки.

## Примечательные здания и сооружения
По нечётной стороне:
- № 3 — Филиал № 6 ФГКУ «Главный клинический госпиталь им. Н. Н. Бурденко» Минобороны России (переформированная 2-я Центральная поликлиника Министерства обороны)[3]
- № 9 — АО "КБК Черёмушки"[4], ОАО «Кондитерско-булочный комбинат „Простор“»[5]
- № 9 стр.2 — Ресторан «Фаэтон»[6]
- № 15/1 — Пожарная часть № 62
- № 19 — Центральный вход Кузьминского кладбища
- № 21 — Академия коммунального хозяйства им. К. Д. Памфилова
- № 23 — Московская государственная академия ветеринарной медицины и биотехнологии — МВА имени К. И. Скрябина; первые корпуса академии были построены в 1931 году[7]

По чётной стороне:
- № 14, корп. 1 — Торговый центр

## Транспорт

### Метро
Ближайшие станции метро —  Рязанский проспект,  Кузьминки,  Окская,  Юго-Восточная

### Автобус
По улице проходят автобусы: Вк, Вч, 51, 115, 143, 731(быв.159), 208, 429, 471, 491 (типа микроавтобус), 551, 551к, 569, 725.

## Реконструкция
В 2012—2013 годах на улице производилась локальная реконструкция — строительство карманов для общественного транспорта, а также расширение проезжей части в месте пересечения с Волгоградским проспектом.